# 伊娜洛塔·苏塔里宁
伊娜洛塔·苏塔里宁（芬蘭語：Inalotta Suutarinen，2000年4月1日—），芬蘭女子羽毛球運動員。

## 簡歷
2018年8月，伊娜洛塔·苏塔里宁出戰保加利亞羽毛球公開賽，與安东·凯斯提合作贏得混合雙打亞軍。

## 主要比賽成績
只列出曾進入準決賽的國際賽事成績：
| 年份   | 賽事                   | 公開賽級別 | 項目     | 拍檔        | 成績   |
| ------ | ---------------------- | ---------- | -------- | ----------- | ------ |
| 2018年 | 保加利亞羽毛球公開賽   | 國際系列賽 | 混合雙打 | 安东·凯斯提 | 亞軍   |
| 2018年 | 匈牙利羽毛球國際賽     | 國際挑戰賽 | 混合雙打 | 安东·凯斯提 | 準決賽 |
| 2019年 | 愛沙尼亞羽毛球國際賽   | 國際系列賽 | 混合雙打 | 安东·凯斯提 | 準決賽 |
| 2019年 | 斯洛文尼亞羽毛球國際賽 | 國際系列賽 | 混合雙打 | 安东·凯斯提 | 亞軍   |

| 2018-2026年 | 總決賽 | 超級1000賽 | 超級750賽 | 超級500賽 | 超級300賽 | 超級100賽 | 國際挑戰賽 | 國際系列賽 | 未來系列賽 | 其他 |